# ETR 300
Az ETR 300 egy olasz 3000 V egyenáramú, Bo'2'Bo'+Bo'2'2'Bo'+Bo'2'Bo' tengelyelrendezésű nagysebességű villamosmotorvonat-sorozat. Az FS üzemeltette 1952 és 1992 között. A motorvonatot 1950 és 1952 között tervezték. Összesen három szerelvényt gyártott a Società Italiana Ernesto Breda 1952 és 1959 között. Az elkészült szerelvények folyamatosan álltak munkába. A sorozatot 1992-ben selejtezték. Beceneve Settebello (Szerencsés hetes).
A motorvonatokat a Settebello járatokon használták 1984-ig Róma és Milánó között.